# ÖVP Kärnten
Die Kärntner Volkspartei (auch ÖVP Kärnten) ist die Landesorganisation der Österreichischen Volkspartei (ÖVP) im Bundesland Kärnten. Die Partei hat ihren Sitz in der Klagenfurter Herrengasse.
Nach der Landtagswahl 2018 verfügte die Kärntner Volkspartei über 6 Mandate im Kärntner Landtag und regierte dort als „kleiner Partner“ in einer Koalition mit der SPÖ in der Landesregierung Kaiser II. Bei der Landtagswahl 2023 gewann die ÖVP ein Mandat hinzu und bildete mit der SPÖ die Landesregierung Kaiser III.
Für die Kärntner ÖVP sitzen seit der Nationalratswahl 2024 3 Abgeordnete im österreichischen Nationalrat, Elisabeth Scheucher-Pichler, Gabriel Obernosterer und Johann Weber.
Landesobmann der ÖVP Kärnten ist seit 4. April 2018 Martin Gruber.
Seit der Landtagswahl 2023 ist Martin Gruber Landeshauptmann-Stellvertreter in der Landesregierung Kaiser III.

## Geschichte

### Geschichte nach 1945
Die ÖVP Kärnten wurde 1945 gegründet. Von 1945 bis 1959 war Hermann Gruber Obmann der ÖVP Kärnten.

„Gegenüber den Nationalsozialisten hatte die SPÖ von Anfang an großes Entgegenkommen gezeigt. Bereits 1945 wurde beispielsweise bereits eine zweifache Art der Mitgliedschaft eingeführt, eine ausübende und eine unterstützende, um ehemalige NS-Mitglieder, die als unbelastet eingestuft waren, integrieren zu können. Da die Kärntner ÖVP hier kein Entgegenkommen zeigte, gewann die SPÖ potentielle ÖVP-Anhänger.
(...)
Gegenüber den ehemaligen Nationalsozialisten nahm die ÖVP eine reservierte Haltung ein.“

Die ÖVP Kärnten stellte bisher einen Landeshauptmann, Christof Zernatto, in zwei Legislaturperioden. Er regierte von 1991 bis 1994 in der Landesregierung Zernatto I und von 1994 bis 1999 in der Landesregierung Zernatto II, obwohl die ÖVP in beiden Legislaturperioden die „kleinste“ Partei im Landtag war. Dies war möglich, da das Arbeitsübereinkommen zwischen ÖVP und FPÖ in der Landesregierung Haider I 1991 nach einer NS-verherrlichenden Aussage Jörg Haiders zerbrach und Haider abgewählt wurde.
Bei einer Vorstandssitzung der Kärntner ÖVP im September 2000 fand ein Misstrauensantrag gegen den damaligen Obmann Reinhold Lexer eine deutliche Mehrheit. Lexer wurde damit nach nur etwas mehr als einem Jahr seiner Funktion enthoben und durch Georg Wurmitzer als geschäftsführenden Parteiobmann ersetzt.
Nach einer Urabstimmung im Jahr 2014 innerhalb der Funktionäre der ÖVP werden 15 Bezirksvertreter neu in den Landesvorstand der Partei gewählt.
Im Oktober 2015 präsentierten die Verhandlungspartner der Dreier-Koalition aus SPÖ, ÖVP und den Grünen im Landhaus den Entwurf der neuen Landesverfassung, welcher im Jahr 2017 mit den Stimmen der Abgeordneten von SPÖ, ÖVP, Grüne sowie des Team Kärnten angenommen und damit unter anderem das sogenannte Proporzsystems abgeschafft wurde.

### Konflikt während den Koalitionsverhandlungen 2018
Die Kärntner ÖVP ging mit einem elfköpfigen Team, angeführt von Christian Benger, in die am 20. März 2018 begonnenen Koalitionsverhandlungen mit der SPÖ für eine Kärntner Landesregierung. Am 28. März 2018 präsentierten die Verhandlungsführer Peter Kaiser (SPÖ) und Christian Benger (ÖVP) ihren „Kärnten-Koalition“ genannten Regierungspakt.
Am 4. April 2018 gab Christian Benger seinen Rücktritt als Landesrat und ÖVP-Landesparteiobmann bekannt, sein Landtagsmandat wolle er aber annehmen. Aus Bengers Sicht sollte sich aber nichts an der Koalitionszusage ändern. Landeshauptmann Peter Kaiser sprach daraufhin von einem „massiv erschütterte Vertrauen“, da man am Ende der Sondierungsgespräche mit der ÖVP explizit die Frage gestellt habe, ob die personelle Kontinuität gewahrt bleibe. Das gesamte elfköpfige VP-Verhandlungsteam habe das ausdrücklich bejaht. Kaiser sagte, er fühle sich nicht mehr an die Vereinbarungen gebunden.
Dem Rücktritt von Benger vorhergegangen war ein später öffentlich gewordenen Brief, in dem mehrere Oberkärntner Bürgermeister einen Landesratssitz für den bisherigen Klubobmann Ferdinand Hueter forderten und mit Abspaltung drohten, sollte dieser Forderung nicht nachgekommen werden.
Am Abend des 4. April wurde Martin Gruber vom ÖVP-Landesparteivorstand als Nachfolger von Christian Benger nominiert. Gruber war ebenfalls Teil des ÖVP-Verhandlungsteams, bei der Landtagswahl am 4. März erhielt er mit 3.375 die meisten Vorzugsstimmen der ÖVP-Kandidaten. Die SPÖ stellte an Gruber ein Ultimatum bis zum 5. April 2018 um 20:00 und verlangte neben dem bisher vereinbarten Koalitionspakt, das gemäß der neuen Landesverfassung eigentlich vorgesehene Einstimmigkeitsprinzip in der Regierung auszusetzen. Kaiser wolle damit Mehrheitsentscheidungen ermöglichen und etwaige Blockaden durch den Koalitionspartner ÖVP verhindern. Dafür notwendig wäre eine Änderung der Landesverfassung. Außerdem müsse die ÖVP Projekte für Kärnten auch im Bund unterstützen. ÖVP-Obmann Martin Gruber gab schließlich bekannt, dass seine Partei die Bedingungen des Ultimatums der SPÖ akzeptiert. Darüber hinaus kündigte er personelle Konsequenzen und eine Neustrukturierung der Partei an.
Politologe Peter Filzmaier sprach von einem bleibenden Imageschaden: „Die Koalition hat einen viel schlechteren Start als gedacht und erhofft. Was immer die Gründe waren, ein persönlich motivierte Rücktritt des Ex-ÖVP-Chefs, eine ÖVP-interne Intrige in Kärnten oder ein völlig verkorkster Masterplan von wem auch immer. Man hat als ÖVP weniger als vorher. Man bleibt zwar Regierungspartner, kann aber überstimmt werden.“
Politologin Kathrin Stainer-Hämmerle bezeichnete die Forderung nach Abkehr vom Einstimmigkeitsprinzips als „geniale Idee aus Sicht der SPÖ Kärnten, denn für viele Beschlüsse ist nur die Landesregierung und nicht der Landtag zuständig. Die SPÖ könnte somit wie eine Alleinregierung agieren“. Der Rücktritt von Christian Benger habe sie nicht gewundert, da sich die Anzeichen dafür nach der Landtagswahl verdichtet hätten. Sehr wohl aber sei der Zeitpunkt überraschend gewählt gewesen.

### 2020
Die ÖVP Kärnten möchte laut eigenen Angaben ihren Fokus auf folgende vier Schwerpunktbereiche legen:
1. ländlicher Raum
2. Wirtschaftsstandort
3. Umwelt und Nachhaltigkeit
4. Familie (in allen Lebensphasen)

Zudem hat die Partei das Jahr zum „Jahr der Regionen“ ausgerufen und möchte für die Schwerpunktbereiche statt verordneten Einheitskonzepten auf regionale Lösungsansätze setzen.

## Teilorganisationen
Die Kärntner Volkspartei ist ebenso wie die Bundes-ÖVP in Teilorganisationen, die sogenannten „Bünde“, unterteilt. Eine Mitgliedschaft in einer der Teilorganisationen der ÖVP Kärnten bringt in der Regel auch gleichzeitig eine Mitgliedschaft in der Landes- und darüber hinaus in der Bundespartei mit sich. Es existieren von allen sechs ÖVP-Bünden jeweils Landesorganisationen in Kärnten:

### ÖAAB Kärnten
Der ÖAAB wurde in Kärnten 1945 neu gegründet. Seit 1947 war der Österreichische Lehrerbund (ÖLB) als praktisch selbständige Interessensvertretung der Lehrerschaft eingebunden. Er war maßgeblich an dem Aufbau des Schulwesens in Kärnten beteiligt.
Seit den 1970er Jahren verzeichnete die ÖAAB Kärnten die höchste Mitgliederzahl innerhalb der ÖVP und überholte damit den Bauernbund.
Obmann des Arbeitnehmerinnen- und Arbeitnehmerbund (AAB) Kärnten ist der Villacher Stadtrat Christian Pober.

### Bauernbund Kärnten
Der Bauernbund ist die Vertretung der Landwirte innerhalb der ÖVP und wurde in Kärnten 1945 als Kärntner Bauernbund (KBB) neu gegründet. Der Bauernbund Kärnten wird aktuell vom Präsidenten der Landwirtschaftskammer Kärnten Siegfried Huber als Obmann geleitet.

### Frauenbewegung Kärnten
Die Frauenbewegung Kärnten vertritt seit dem Jahr 1947 die Interessen der Frauen gegenüber der ÖVP-Landespartei und wurde im Jahr 1972 den Bünden gleichgestellt.

### Wirtschaftsbund Kärnten
Der Wirtschaftsbund wurde in Kärnten als Interessensvertretung der Unternehmer gegründet. Als Obmann des Wirtschaftsbunds Kärnten fungiert Jürgen Mandl.

### Seniorenbund Kärnten
Der Seniorenbund ist einer der mitgliederstärksten Bünde der ÖVP Kärnten und stellt die Vertretung der Senioren innerhalb der Kärntner Volkspartei dar. Seine Obfrau ist die Nationalratsabgeordnete Elisabeth Scheucher-Pichler.

### Junge ÖVP (JVP) Kärnten
Die Junge Volkspartei Kärnten vertritt die Jugendlichen und jungen Erwachsenen bis zu deren Übertritt in einen der anderen ÖVP-Bünde. Die JVP Kärnten wurde 1946 als Österreichische Jugendbewegung gegründet, 1970 in Junge ÖVP umbenannt und als Teilorganisation der ÖVP anerkannt und im Jahr 1972 den Bünden gleichgestellt. Aktueller Obmann der JVP Kärnten ist Julian Geier.